# Agonum moerens
Agonum moerens är en skalbaggsart som beskrevs av Pierre François Marie Auguste Dejean. Agonum moerens ingår i släktet Agonum och familjen jordlöpare. Inga underarter finns listade i Catalogue of Life.